# Fulminate d'argent

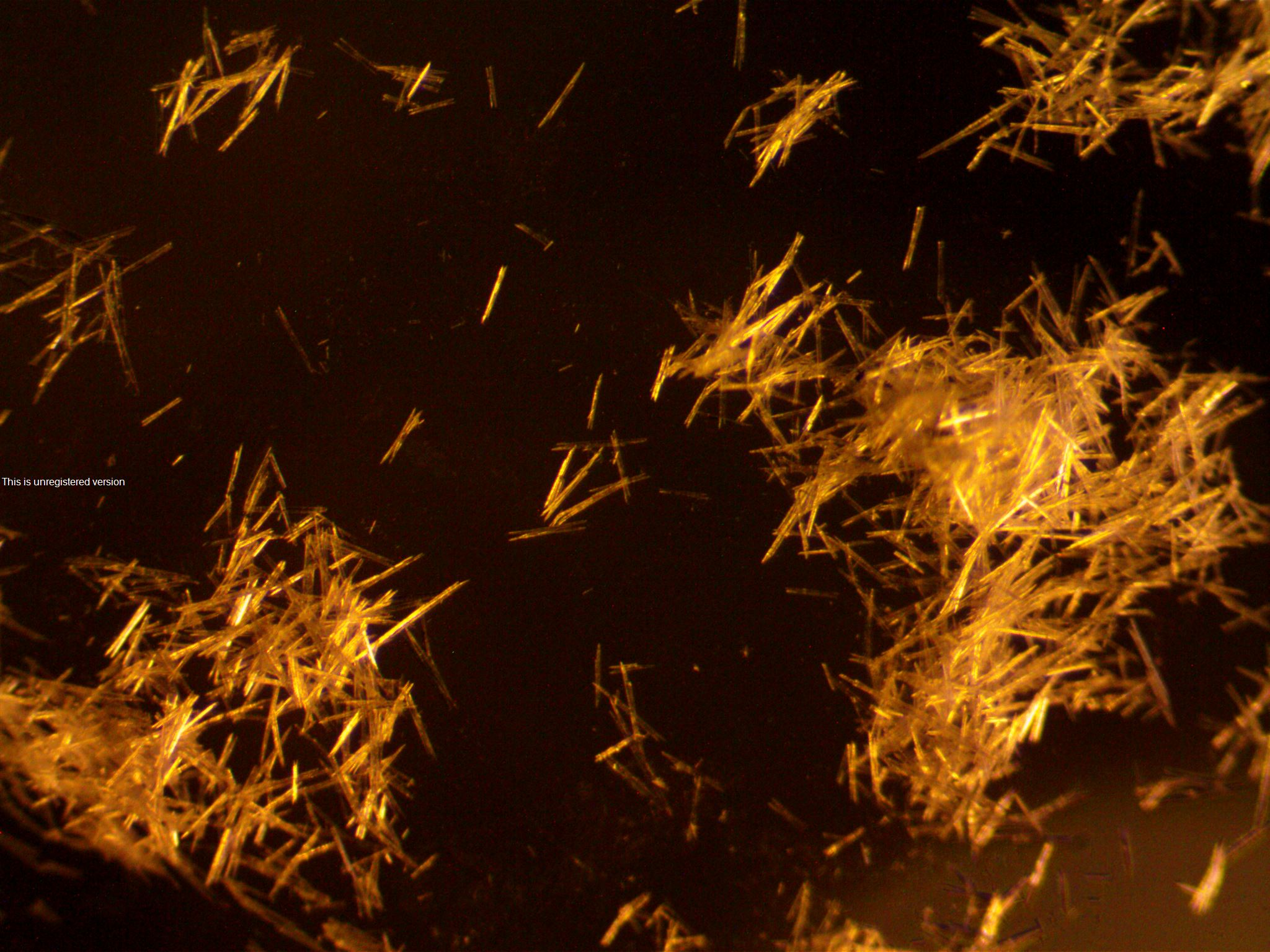
La forme caractéristique (en aiguilles) de ce fulminate, lui donne une grande surface spécifique (et réactivité)

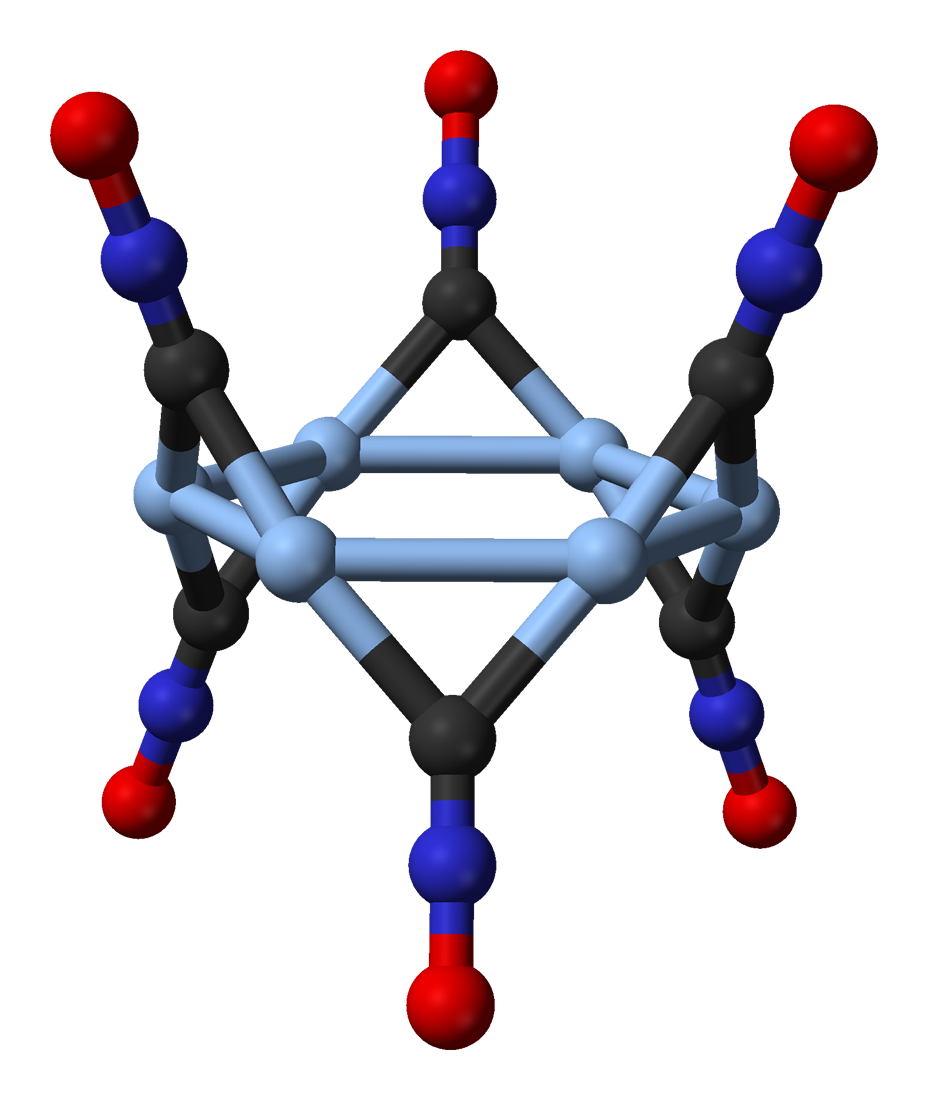
Modèle de la molécule (hexamère cyclique) du fulminate d'argent

Le fulminate d'argent(I), de formule générale Ag(CNO), est un explosif employé dans certaines amorces et détonateurs. 
Il est très sensible aux chocs et frottements, donc dangereux à manipuler (il a été depuis longtemps source d'accident dans les pharmacies et laboratoires de chimie ou physique qui l'ont étudié ou utilisé, de même que dans des studios de photographie). 
Il est utilisé pour la confection de certains pétards, en très faible quantité, enrobant des graviers contenus dans de petites bourses de papier (marques Pets du Diable, Claque Doigt, Pois Fulminants).
Le fulminate d'argent peut être préparé d'une façon similaire au fulminate de mercure, mais ce sel est encore plus instable que le fulminate de mercure, il peut même exploser sous l'eau.
C'est un isomère du cyanate d'argent.

## Histoire
Dans les années 1780, Claude-Louis Berthollet étudie une forme d'« argent fulminant ». Il en donne la formule et en décrit les propriétés dans les Observations sur la physique de l'abbé Rozier en juin 1788. En particulier, alors que d'autres fulminants doivent être enflammés ou chauffés pour détoner, il note la grande instabilité de l'argent fulminant (« contact d'un corps froid suffit pour faire détoner »).
Vers 1800, juste après le fulminate de mercure, Descostils, Cruicksanks et Brugnatelli le décrivent avec plus de précision[évasif].
En 1824, Justus Liebig et Gay-Lussac publient une méthode d'analyse de cette substance . 
En 1884, Calmels étudie la réaction des jodures[Quoi ?] primaires des alcools avec le fulminate d'argent[réf. incomplète].
Dans les années 1930, Muraour étudie la détonation dans le vide de fulminates en tant qu'explosif d'amorçage et suggère de travailler avec l'azoture d'argent.
En 1978, il est à nouveau réévalué comme détonant pyrotechnique potentiel, en dépit de sa dangerosité, et il est parfois utilisé pour l'étude des ondes de détonation et de déflagration